# Velšani
Velšani keltska etničke skupine naseljena u Walesu. Govore velškim jezikom.
Pretpostavlja se da Velšana ima 4,5-5 milijuna, a od čega u samom Walesu živi njih 2,5 milijuna. Ostatak živi u ostalim dijelovima Ujedinjenog kraljevstva, SAD i Novom Zelandu, a postoji i značajna velška zajednica u Argentini.